# Estatira II
Estatira II (em grego:  Στάτειρα), possivelmente também conhecida como Barsine, era filha de Estatira I e Dario III. Após a derrota de seu pai na Batalha de Isso, Estatira e suas irmãs tornaram-se cativas de Alexandre da Macedônia. Elas foram bem tratadas, e ela se tornou a segunda esposa de Alexandre nas Bodas de Susã em 324 a.C. Na mesma cerimônia, Alexandre também se casou com sua prima, Parisátide II, filha do predecessor de Dario. Após a morte de Alexandre em 323 a.C., Estatira foi morta pela esposa posterior de Alexandre, Roxana.